# اللغة الساموية
اللغة الساموية (بالساموية: Gagana Sāmoa) هي اللغة الرسمية في كل من ساموا وساموا الأمريكية، كما تعتبر لغة ثانية في نيوزيلاندا وتعد اللغة الساموية أحد اللغات البولينيزية التي هي أحد فروع اللغات الأسترونيزية جنبا إلى جنب مع لغة التوفاليين واللغة التوكيلاوية وغيرها، وتتكون اللغة الساموية من 15 حرفا خمسة حروف علة وعشرة حروف صامتة.

## الناطقون بها
حالياً يوجد حوالي 370,000 نسمة يتحدثون اللغة الساموية نصفهم يعيشون في ساموا.